# 修刚
修刚（1957年7月—2025年4月26日），男，天津外国语大学原校长，厦门大学讲座教授。生前任浙江越秀外国语学院校长、教育部高等学校外语教学指导委员会副主任委员。

## 个人经历
- 1982年3月毕业于辽宁师范大学外文系日语专业，获学士学位
- 1984年7月毕业于天津外国语学院日语系日语专业，获硕士学位
- 2008年11月获日本武藏野大学名誉博士称号[3]
- 2019年2月退休
- 2025年4月26日凌晨1时，修刚因突发疾病抢救无效去世，享年68岁[4]，修刚是在4月25日晚上8點半从贵阳起飞往天津的航班上，途中突感身体不适，當天晚上10點备降重庆江北国际机场紧急送医，但仍未能挽回生命；告别仪式将于同年4月29日上午在天津市第二殡仪馆永逸厅举行[5]。

## 业绩

### 著作
- 《日本语言学概论》南开大学出版社2007.2
- 《终生教育的历程》（合译）南开大学出版社1994.8
- 《<茶经>与日本茶道的历史意义》南开大学出版社1992.12

### 荣誉称号
1995年10月获天津市十大青年科技先锋称号。
1997年6月获国务院特贴专家称号。
2002年5月获天津市劳动模范称号。
2007年6月获天津市高校教学名师称号。